# Дьякон Фрост
Дьякон Фрост (англ. Deacon Frost) — суперзлодей, персонаж комиксов издательства Marvel Comics. Один из врагов Блэйда.
В комиксах Дьякон Фрост изображён как высокий, седой, среднего возраста джентльмен с красными глазами, в одежде периода Германии 1860-х годов.

## История публикации
Дьякон Фрост впервые появился в The Tomb of Dracula #13 (октябрь 1973) и был создан Марвом Вольфманом и Джином Коланом.
Персонаж впоследствии появляется в The Tomb of Dracula #25" (октябрь 1974), #33-34 (июнь-июль 1975), #42 (март 1976), #44-51 (май-декабрь 1976), #53 (февраль 1977), Blade: Vampire Hunter #6-8 (декабрь 1994 — февраль 1995), Blade: Crescent City Blues (март 1998), Blade: Sins of the Father (октябрь 1998), Blade: Vampire Hunter #1/2 (1999) , #3-4 (февраль-март 2000 года), #6 (май 2000 года), The Tomb of Dracula #4 (март 2005) и Blade #1 (ноябрь 2006).
Дьякон Фрост появился как часть записи «Вампиры» в Официальном справочнике «Deluxe Marvel Universe Deluxe Edition #20». Он получил запись во Всеобщей официальной книге Вселенной Marvel A-Z # 4 (2006).

## Биография
Дьякон Фрост, как утверждается, был ученым и искал ключ к бессмертию. Для одного из своих экспериментов он похитил молодую женщину, чтобы наполнить её кровью недавно убитого вампира. Несчастный жених девушки ворвался в лабораторию, и в результате драки в Фроста случайно попала кровь. В результате Фрост стал вампиром, но из-за необычного метода его превращения в вампира он был наделен уникальной характеристикой. Любой, кого он превратил в вампира, становится Доппельгангером. Он мог создать бесконечное количество Доппельгангеров, кусая каждого Доппельгангера, и все они были бы под его контролем. Фрост хотел использовать эту способность, чтобы получить место Лорда Вампиров, положение, которое в настоящее время удерживает Дракула.
Фрост — вампир, ответственный за смерть матери Блэйда; первоначальная миссия Блэйда — отомстить убийце матери. Фрост также превратил Ганнибала Кинга в вампира. Блэйд и Кинг вначале не доверяли друг другу, но в конце концов Блэйд и Кинг объединились, чтобы сразиться с армией Доппельгангеров Фроста. Эти двое победили и, по-видимому, уничтожили Фроста в своем подземном убежище, дважды ударить его и покинуть свое тело, чтобы его поглотили, когда его укрытие взорвалось.
Много лет спустя Блэйд столкнулся с вампиром, который называл себя Дьяконом Фростом. Этот вампир отличался внешним обликом и личностью от оригинала, и позже выяснилось, что это Доппельгангер. Доппельгангер попытался вызвать могущественного демона, только чтобы его пожрали. В более позднем одноразовом рассказе, в Новом Орлеане, Фрост снова встретился, но он появился, как и в The Tomb of Dracula. Он также подтвердил, что предыдущей нападавший было действительно самозванцем, как подозревал Блэйд, который был создан с использованием науки и магии. Блэйд и Кинг, с помощью Доктора Вуду, сорвали попытку Фроста получить контроль над Garwood Industries через Донну Гарт (дочь Саймона Гарта, Живого Зомби). Фрост избежал этой встречи, пообещав отомстить. Совсем недавно Фрост появился по призыву Дракулы, чтобы защитить Лорда Вампиров, поскольку он подвергся магическому ритуалу только чтобы быть поставленным Блэйдом.

## Другие версии

### Earth-9991
В то время как грубый ход, двое мальчиков входят в гараж, где находится Мороз со своим последним творением, монстром под названием «Белый червь». Фрост обнажает Белого Червя у детей, а затем убегает, когда он ощущает приближение Блэйда.

### Ultimate Marvel
Ultimate версия Дьякона Фроста появляется в юном виде. Он был захвачен Ником Фьюри, чтобы убедить Блэйда присоединиться к команде Секретных операций.

## Вне комиксов

### Телевидение
Дьякон Фрост выступает в качестве основного злодея в Marvel Anime: Blade озвученного Цутому Исобе в японской версии и Дж. Б. Бланом в английском дубляже. В этой серии, Дьякон Фрост является лидером организации, которую он создал под названием «Существование» (символ организации — летучая мышь с ДНК-нитями), в состав которого входят вампиры (генетически изменённые, чтобы быть более могущественными) и люди (полагая, что, присоединившись к организации, они будут оставлены целыми и невредимыми вампирами). Фрост известен как четырёхфазный вампир и прославлен как мощный даже для обычных вампиров, его организация значительно распространяется в Азии, что ставит его в конфликт с чистокровными вампирами, которые управляли Европой много лет. Будучи ответственным за множество трагедий, окружающих Блэйда и других, Фрост понес свое собственное трагическое событие, в то время как человек. Увидев своего сына Эдгара, убитого вампиром, ещё более разъяренным коррумпированной полицией, которая не рассматривала дело, Фрост решил исследовать вампиров с помощью многих охотников за вампирами, которых он нанял до того, как превратился в самого вампира. Таким образом, в конечном счете, мотивирует цель Фроста уничтожить старую гонку вампиров и управлять миром расой новых генетически изменённых вампиров, которые он создал из ДНК Блэйда. Дьякон Фрост провел эксперименты на Мандуруго, Мананангале и Сундэл-болоне. К концу серии Дьякон Фрост использует ДНК Блэйда, чтобы принять более сильную форму и позже убит после ожесточенной битвы с Блэйдом.

### Фильмы

Дикон Фрост после вселения в него Ла Магры в исполнении Стивена Дорффа из фильма «Блэйд»

- В фильме «Блэйд» Дьякон Фрост (в исполнении Стивена Дорффа) стал главным противником Блэйда и виновником его нынешнего состояния. Вампир, захваченный идеей о мировом господстве своей расы. Считает, что с людьми надо не договариваться, а выращивать как еду. Бесится от высокомерия чистокровок, рождённых вампирами, и мечтает однажды стереть с их лиц вежливые улыбки. Дьякон Фрост был тем, кто обратил мать Блэйда в вампира. Для завоевания мира пробудил бога вампиров Ла Магру от сна с помощью двенадцати «добровольцев» вампиров-чистокровок. После обретения сил Ла Магры оказался уничтожен Блэйдом с помощью антикоагулянта, придуманного Карен Джонсон.
- Фрост должен был вернуться в приквеле «Блэйда». Переговоры со студией начались в 2000 году, но проект был заморожен из-за недостатка финансов. В 2009 году проект вновь взяли в разработку и сочли его неактуальным, из-за чего проект окончательно «лёг на полку».
- Стивен Дорфф рассказал Wordpass.com в 2009 году, что в разработке была трилогия приквела с Дьяконом Фростом и что Стивен Норрингтон будет участвовать в проекте[4]. Однако в 2012 году права на Блэйда вернулись в Marvel Studios[5].

### Видеоигры
Дьякон Фрост появляется как главный антагонист в пинбол-видеоигре Marvel Pinball на уровне Blade.